# The Beast Within: A Gabriel Knight Mystery
The Beast Within: A Gabriel Knight Mystery, in späteren Veröffentlichungen auch als Gabriel Knight 2: The Beast Within bezeichnet, ist ein Point-and-Click-Adventure mit Elementen des Interaktiven Films, das 1995 erschien. Die Handlung des Spiels stammt aus der Feder der Game Designerin Jane Jensen, entwickelt wurde es vom amerikanischen Entwickler und Publisher Sierra On-Line. Es ist die Fortsetzung zu Gabriel Knight: Sins of the Fathers.

## Handlung
Der zweite Teil spielt komplett in Deutschland. Im Vorgänger hatte der Autor Gabriel Knight erfahren, dass er der Nachfahre und Erbe einer deutschen Familie von Schattenjägern ist, die sich der Bekämpfung unheimlicher Kreaturen verschrieben hat. Mittlerweile hat Gabriel Residenz bezogen auf Schloss Ritter, dem im fiktiven bayerischen Dorf Rittersberg gelegenen Stammsitz seiner Vorfahren. Dort versucht er Inspiration für seinen nächsten Roman zu finden. Doch die Dorfbewohner suchen Gabriel auf, weil einem Pfotenabdruck und einem Haarbüschel nach ein wolfsähnliches Untier angeblich die Tochter eines ansässigen Bauern getötet haben soll. Dabei gäbe es in der Region seit langem keine Wölfe mehr. Gabriel wird in seiner Funktion als Schattenjäger gebeten, die Fälle zu untersuchen. Er vermutet recht schnell, dass es sich bei dem Mörder um einen Werwolf handeln könne, der unerkannt unter den Menschen lebt. Gabriel begibt sich auf die Suche nach dem möglichen Gestaltwandler. Die weitere Erzählung nimmt dabei auch Bezug auf historische Persönlichkeiten und Ereignisse, wie den bayerischen König Ludwig II., seinen rätselhaften Tod und seine Beziehung zum Komponisten Richard Wagner. Dieser habe für Ludwig angeblich an einer verschollenen Oper namens „Der Fluch des Engelhart“ gearbeitet. Zu den Schauplätzen des Spiels gehören daher unter anderem Schloss Neuschwanstein, aber auch München.

## Spielprinzip und Technik
The Beast Within ist ein 2D-Adventure. Die Hintergründe der Örtlichkeiten sind entweder Fotos oder handgemalte Kulissen. Die handelnden Figuren sind reale Schauspieler, deren Spiel vor einem Bluescreen gefilmt wurde; die Animationen wurden anschließend über die Kulissen gelegt. Einige Spielszenen werden aus der Egoperspektive gezeigt. Es handelt sich um ein Point-and-Click-Adventure: Mit der Maus kann der Spieler die Spielcharakter Gabriel und Grace durch das Anklicken von Ausgängen durch die Örtlichkeiten bewegen und darüber hinaus mit den Maustasten Aktionen einleiten, die den Spielcharakter mit seiner Umwelt interagieren lassen. Gabriel und Grace können so Gegenstände finden, sie auf die Umgebung oder andere Gegenstände anwenden und mittels Single-Choice-Dialogen mit NPCs kommunizieren. Mit fortschreitendem Handlungsverlauf werden weitere Orte freigeschaltet.

## Entwicklungs- und Veröffentlichungsgeschichte
The Beast Within erschien zu einer Hochphase des Interaktiven Films. Ähnlich wie das im selben Jahr erschienene Phantasmagoria setzte daher auch The Beast Within auf Videoaufnahmen von Schauspielern vor Kulissen oder mit Hilfe von Greenscreens eingefügten Hintergründen. Dadurch erschien das Spiel ursprünglich auf sechs CD-ROMs. Abgesehen von der Darstellung handelt es sich jedoch um ein traditionelles Point-&-Click-Adventure, d. h. der Spieler gibt per Maus-Taste seiner Spielfigur – man steuert abschnittsweise wechselnd entweder Gabriel Knight oder seine Assistentin Grace Nakimura – Bewegungs- oder Aktionsbefehle, die dann in Form eines eingespielten Videos ausgeführt werden. Neben Dialogen gilt es klassische Gegenstandsrätsel zu lösen.

### Darsteller
| Rolle                      | Schauspieler              |
| -------------------------- | ------------------------- |
| Gabriel Knight             | Dean Erickson             |
| Grace Nakimura             | Joanne Takahashi          |
| Gerde Hull                 | Andrea Martin             |
| Kommissar Leber            | Nicholas Worth            |
| Harald Übergrau            | Fredrich Solms            |
| Werner Huber               | Kay E. Kuter              |
| Doktor Klingmann           | Wolf Muser                |
| von Aigner                 | Clement von Franckenstein |
| Baron Garr von Zell        | Richard Raynesford        |
| Baron Friedrich von Glower | Peter J. Lucas            |

## Rezeption
Die Bewertungen fielen gemischt aus.
Das Fachmagazin Adventure-Treff führte 2003 retrospektiv aus, dass die Erwartungen an ein neues Jane-Jensen-Spiel aufgrund des Vorgängerspiels hoch gewesen seien, dass sie aber prinzipiell noch übertroffen worden seien. Die Story sei „eine faszinierende Melange aus Jane Jensens Fiktion und deutscher Geschichte“, die „zerreißend spannend“ und „auf (...) unheimliche Weise realistisch“ sei. Auch Grafik, Musik und Rätsel wurden gelobt. Kritisiert wurde die Arbeit der Schauspieler, die „sicherlich kein Meisterwerk“ abgeliefert hätten. Die Arbeit von Dean Erickson und Peter Lucas würde dabei positiv herausstechen. In Summe sei The Beast Within ein „atmosphärisches Meisterwerk“.

„Gabriel Knight 2 bietet etwas besseres Spieldesign als Inhaus-Konkurrent Phantasmagoria. Beide Sierra-Titel haben allerdings ihre Probleme beim Spieldesign – da kann man noch so viele Filme auf CD-ROMs breitwalzen.“

„Insgesamt hat Jane Jensen hier also erneut ein herausragendes Stück Software abgeliefert. Auch wenn es ihr trotz allem nicht gelungen ist, das in einer Nebenhandlung thematisierte und mit Abstand größte bzw. wichtigste Rätsel zu lösen: den Tod von König Ludwig II.“

Beim englischsprachigen Onlinemagazin Adventure Gamers rangierte The Beast Within 2011 in der Liste der 100 besten Adventure-Spiele auf Platz 3.